# Arkemheen
Arkemheen is een Natura 2000-gebied (classificatie:Meren en moerassen, nummer 56) in de Nederlandse provincie Gelderland.
Arkemheen is gelegen in de gemeenten Nijkerk en Putten. 

## Beheer
De oppervlakte van het Natura 2000-gebied is 1429 ha groot, het wordt beheerd door Natuurmonumenten, Staatsbosbeheer en particulieren. De Vogelrichtlijn is hier van toepassing. Het gebied is een laaggelegen, zeer open polderlandschap met deels zilte graslanden langs de na de inpoldering van de Zuiderzee ontstane Randmeren. Bij het stoomgemaal Hertog Reijnout aan de Zeedijk is een bezoekerscentrum gevestigd dat ook informatie biedt over de natuurwaarden van het gebied.

## Geschiedenis
In 1356 verstrekte de landsheer, hertog Reinoud III van Gelre, het recht hier aan de Zuiderzee door dijken te bouwen land in te polderen. Deze nog bestaande polders zijn bijzonder omdat er nooit een ruilverkaveling heeft plaatsgevonden. De oorspronkelijke verkavelingstructuur is daardoor nog intact. De veertiende-eeuwse polders behoren tot de oudste van Nederland. Van oorsprong is het een deltagebied: laaglandbeken van de Veluwe en de Gelderse Vallei mondden hier uit in de voormalige Zuiderzee. Aan de binnenzijde van de voormalige Zuiderzeedijk liggen kolken en rietmoerassen, ontstaan door dijkdoorbraken. In 1916 voor het laatst brak de dijk hier bij hevige storm en hoogwater op enkele plaatsen door. 

## Vogelreservaat
Naast echte steltlopers als kievit, scholekster, grutto, kemphaan en tureluur, broeden in de polder ook zomertaling, slobeend, wilde eend, blauwborst, grote karekiet, veldleeuwerik, graspieper en gele kwikstaart. Veehouders werken waar mogelijk mee aan de bescherming van de vogels, onder andere door het plaatsen van nestbeschermers. In de winterperiode is de polder Arkemheen een zeer belangrijk rust-, foerageer- en doortrekgebied voor talrijke vogels. In die periode zijn er kleine en wilde zwanen, riet- en kolganzen, smienten, wulpen en anderen te vinden. 

## Nationaal Landschap
Arkemheen is als zeer open veenweidegebied met eeuwenoud verkavelingspatroon aangewezen als deel van het  Nationaal Landschap Arkemheen-Eemland.